# اسکات کاتن
اسکات برادن کاتن (به انگلیسی: Scott Braden Cawthon)(متولد ۴ ژوئن ۱۹۷۸ در هیوستون، تگزاس) یک توسعه دهنده بازی‌های ویدئویی و نویسنده اهل ایالات متحده آمریکا است. او خالق سری بازی‌های پنج شب با فردی است که در سبک ترس و بقا در ۲۰۱۴ برای اولین بار منتشر شد. این بازی که به‌طور مستقل و به دنبال بازی‌های ویدیویی مسیحی قبلی‌اش منتشر شد، به محبوبیت خاصی رسید. اسکات ۹ بازی اصلی از این سری را قبل از بازنشستگی‌اش منتشر کرد. او همچنین چندین کتاب درباره پنج شب در فردی نوشت، از جمله چشمان نقره‌ای.
این بازی به علت داشتن داستانی پیچیده مورد توجه تئوری سازان بسیاری از جمله مت پت بوده و شخصیتی که اسکات کاتن از دیگر شخصیت ها بیشتر از آن می‌ترسید انیماترونیک بانی است.
او در سال ۲۰۲۱ قبل از منتشر کردن شکست امنیتی باز نشسته شد.
فیلم سینمایی پنج شب با فردی که در سال ۲۰۲۳ منتشر شده است آخرین پروژه اسکات کاتن محسوب می‌شود.

## اوایل زندگی و کار
کاتن در ۱۴ خرداد ۱۳۵۷ در هیوستون، تگزاس به دنیا آمد. او یک مسیحی معتقد است و درحال حاضر با همسرش و ۶ فرزندش در سالادو، تگزاس زندگی می‌کند.
کار کاتن در طراحی بازی و انیمیشن در دهه ۱۹۹۰ آغاز شد. کاتن اولین بازی خود(با عنوان Doofas) را در جریان پخش زنده نشان داد. او در کودکی این بازی را ساخت. این بازی بعدا به عنوان نسخه دمو شب سفارش نهایی تبدیل به یک بازی ترول شد. اولین بازی رسمی او در اوایل دهه ۲۰۰۰ منتشر شد که یکی از اولین بازی‌های شناخته شده RPG Max بود که در سال ۲۰۰۲ منتشر شد. او بعدا به Hope Animation پیوست؛ جایی که انیمیشن‌های رسانه‌ای مسیحی را ساخت.
در ۲۸ اسفند ۱۳۸۵، کاتن اولین قسمت از یک مجموعه هشت قسمتی را بر اساس سیر و سلوک زائر از جان بانیان در کانال یوتیوب خود منتشر کرد که ۲ سال قبل به عنوان یک فیلم کامل بر روی دی‌وی‌دی منتشر شد. پس از انتشار سیر و سلوک زائر، کاتن چندین بازی از جمله Sit N' Survive، Chipper and Sons Lumber Co. و The Desolate Hope را منتشر کرد. برخی از این موارد به استیم گرین‌لایت ارسال شدند. درحالی که The Desolate Hope توانست این روند را پشت سر بگذارد، برخی از بازی‌ها به ویژه Chipper and Sons Lumber Co. به دلیل داشتن شخصیت‌هایی که مانند ماشین‌های انیماترونیک، باهمدیگر حرکت می‌کردند، به شدت مورد انتقاد منتقدران برجسته قرار گرفت. اسکات درحالی که در ابتدا آنقدر دلسرد شده بود که می‌خواست از توسعه بازی به طور کامل خداحافظی کند، اما سرانجام تصمیم گرفت از شخصیت‌های شبیه به انیماترونیک به نفع خود استفاده کند که جرقه‌ای برای توسعه پنج شب با فردی شد.

### پنج شب با فردی

#### بازی‌های ویدیویی

##### ۲۰۱۴ تا ۲۰۱۸: ۷ بخش ابتدایی و اولین اسپین‌آف
در ۲۳ خرداد ۱۳۹۳، کاتن پنج شب با فردی را به استیم ارسال کرد. یک تریلر در روز بعد یعنی ۲۴ خرداد با دموی بازی در ۲ مرداد ۱۳۹۳ منتشر شد. در همان روز، او این بازی را به مود دی‌بی ارسال کرد؛ جایی که محبوبیت زیادی بدست آورد. او بازی را برای سومین بار در ۲۲ مرداد ۱۳۹۳ به دسورا ارسال کرد. این بازی در استیم گرین‌لایت در ۱۷ مرداد ۱۳۹۳ پذیرفته شد و با قیمت ۴.۹۹ دلار منتشر شد. این بازی با استقبال خوبی از سوی منتقدان مواجه شد و موضوع بسیاری از ویدیوهای محبوب لتس پلی در یوتیوب شد. در ۱۹ آبان ۱۳۹۳ کاتن اولین دنباله با عنوان پنج شب با فردی ۲ را با قیمت ۷.۹۹ دلار در استیم منتشر کرد. بعد از منتشر شدن این بازی، اسکات تمام اطلاعات را از سایت رسمی خود حذف کرد و تصویری از کلمه "آفلاین" را جایگزین آنها کرد. این وب‌سایت به زودی شروع به نمایش تیزرهای پنج شب با فردی ۳ کرد که در ۱۱ اسفند ۱۳۹۳ منتشر شد.
در ۱ مرداد ۱۳۹۴، کاتن پنج شب با فردی ۴ را منتشر کرد. همچنین بروزرسانی رایگان هالووین در ۹ آبان ۱۳۹۴ منتشر شد. در ۲۴ شهریور ۱۳۹۴، اسکات توسعه یک بازی ویدیویی نقش‌آفرینی جدید (RPG) را اعلام کرد با عنوان دنیای فنف. این بازی یک بازی ترسناک نبود. بلکه سبک RPG بود. این بازی در ۱ بهمن ۱۳۹۴ منتشر شد. دنیای فنف به دلیل گلیچ‌ها و اشکالات دیگر، نظرات متفاوتی دریافت کرد و کاتن ۴ روز بعد، آن را از استیم حذف کرد. نسخه بهبود یافته در ۱۹ بهمن به صورت رایگان در گیم جالت منتشر شد.
در ۱ خرداد ۱۳۹۵، اسکات یک تیزر تریلر برای پنج شب با فردی: مکان خواهر منتشر کرد که شامل دو انیماترونیک جدید و همچنین مدل سیرکی فردی و فاکسی از این مجموعه بود. این بازی در تاریخ ۱۶ مهر ۱۳۹۵ منتشر شد و عموما با استقبال خوبی روبرو شد. سپس کاتن یک بروزرسانی شب سفارشی رایگان را در ۱۲ آذر منتشر کرد و حالت فردی طلایی به بروزرسانی اضافه شد.
در ۱۲ تیر ۱۳۹۶ کاتن لغو ششمین قسمت از پنج شب با فردی را اعلام کرد؛ پس از اینکه یک ماه قبل اعلام کرده بود قسمت ششم در دست ساخت است. او در این باره گفت که چیزهای مهم دیگری را در زندگی خود نادیده گرفته است. اما گفت که قصد ندارد این سری را رها کند و ممکن است در آینده یک سری اسپین‌آف به سبک دنیای فنف منتشر کند. با این حال با انتشار شبیه‌ساز پیتزافروشی فردی فزبر در ۱۳ آذر ۱۳۹۶، ترول بودن آن تایید شد.
در ۷ تیر ۱۳۹۷ هفتمین قسمت از این مجموعه با نام شب سفارش نهایی به صورت رایگان در استیم منتشر شد که بیش از ۵۰ شخصیت از ابتدای بازی تا به الان را درخود جای داده است. در پست پروژه‌های آینده کاتن در استیم، او اشاره کرد که قراردادهای مربوط به پورت‌های کنسول امضا شده است. همچنین اطلاعات بیشتری درباره بازی‌های واقعیت مجازی و واقعیت افزوده نیز در پست وجود دارد. او همچنین اعلام کرد که مجموعه کتاب جدیدی به نام پنج شب با فردی: ترس‌های فزبر در راه است. در ۵ شهریور ۱۳۹۷ کاتن درمورد یک پست درباره صدای واقعی فردبر در UCN اظهار کرد "من احساس می‌کنم که کلن را بیشتر در جهان فنف خواهیم دید. کار او هنوز تمام نشده است" و به این قضیه اشاره کرد که او در قسمت هشتم هم حضور خواهد داشت.

##### ۲۰۱۹ تا ۲۰۲۱: بخش هشتم، واقعیت مجازی و افزوده، و بازنشستگی
در اوایل سال ۲۰۱۹ کاتن اعلام کرد که با یک استودیوی بازی‌سازی کوچک به نام استودیوی پشم فولادی همکاری می‌کند. آنها کسانی هستند که آینده بازی‌های پنج شب با فردی را می‌سازند، درحالی که اسکات شخصیت اصلی داستان و طرح‌های انیمیشنی نیز خواهد بود. به عنوان گیم‌پلی در ۷ خرداد ۱۳۹۸ کاتن بازی واقعیت مجازی را با نام پنج شب با فردی: درخواست کمک برای رایانه شخصی و پلی‌استیشن وی‌آر منتشر کرد. همچنین دی‌ال‌سی نفرین دردبر در ۱ آبان ۱۳۹۸ منتشر شد.
در شهریور ۱۳۹۸ یک تیزر و تریلر اعلامی درمورد بازی AR در کانال یوتیوب ایلومیکس منتشر شد. عنوان پنج شب با فردی: تحویل ویژه مشخص شد و در ۴ آذر ۱۳۹۸ به صورت رایگان برای آی‌او‌اس و اندروید منتشر شد.
در ۱۷ مرداد ۱۳۹۷ درطول پنجمین سالگرد اولین بازی، کاتن تصویر جدیدی را در وب‌سایت خود منتشر کرد و قسمت دهم این سری را به نمایش گذاشت. آن عکس، یک مرکز خرید مدرن را نشان می‌داد که که شامل یک میدان برچسب لیزری، یک پاساژ، یک سینمای بزرگ و یک رستوران پیتزافروشی فردی فزبر بود. در میدان اصلی، نسخه‌های دهه ۸۰ فردی فزبر، چیکا و دو انیماترونیک کاملا جدید را می‌توان دید که برای جمعیت هیجان‌زده می‌خوانند. بعدا در ۷ مهر ۱۳۹۸، وب‌سایت کاتن با یک تیزر جدید با حضور گلام‌راک فردی بروزرسانی شد و پس از آن یک تیزر بروزرسانی شده با شخصیت وَنی از پنج شب با فردی: درخواست کمک به عنوان سایه منتشر شد. در ۵ فروردین ۱۳۹۹، تیزر دیگری با شخصیتی کاملا جدید و شبیه به تمساح منتشر شد که بعدا مشخص شد مونتگومری گیتور نام دارد. در ۲ اردیبهشت ۱۳۹۹ نام شخصیت‌ها از لیست محصولات آینده فانکو به بیرون درز کرد و به عنوان پنج شب با فردی: پیتزاپلکس فاش شد. یک روز بعد، اسکات اطلاعات درز شده از فانکو را از طریق ردیت تایید کرد و اعلام کرد که عنوان اصلی نیست. همچنین اعلام کرد که این بازی قرار است در اواخر سال ۲۰۲۰ منتشر شود. در ۲۳ خرداد ۱۳۹۹، تیزر دیگری منتشر شد که در آن، شخصیت منفور اصلی بازی، یک نگهبان زن ناشناس حضور داشت. در ۱۷ مرداد ۱۳۹۹، یک تیزر از ونی منتشر شد. یک روز بعد، اسکات شخصیت‌های گلام‌راک چیکا و روکسان وولف را از طریق ردیت، نشان داد.
در ۳۱ مرداد ۱۳۹۹، کاتن برنامه خود را برای کمک به تامین مالی و انتشار بازی‌های پنج شب با فردی توسعه یافته توسط طرفداران، همراه با قسمت‌های قبلی در سری مربوطه خود اعلام کرد. او در هیچ یک از عناصر خلاقانه دخالت نکرد. اما در همایت از بازاریابی و انتشار و همچنین صدور مجوز مناسب، کمک کرد. بازی‌های گنجانده‌شده شامل یک شب در فلامپتی، سری پنج شب در کَندی، لذت آفرینش: مجموعه مشتعل(شامل لذت آفرینش، لذن آفرینش: تولد دوباره و لذت آفرینش: حالت داستانی)، پاپگوز همیشه‌سبز(شامل مقدمه بازی پاپگوز آرکد) و پنج شب در فردی پلاس که بازسازی مجدد بازی اصلی بود. کاتن همچنین اظهار داشت که این بازی‌ها احتمالا برای موبایل و کنسول‌ها نیز عرضه خواهند شد و حتی ممکن است کالایی برای آنها ایجاد شود. اولین بازی‌ای که تحت این ابتکار منتشر شد، یک پورت از یک شب در فلامپتی بود که برای اندروید و آی‌اواس به ترتیب در ۱۰ آبان و ۲۸ آبان ۱۳۹۹ بود. دومین بازی منتشر شده، پورتی از دنباله یک شب در فلامپتی ۲ در ۱ بهمن ۱۳۹۹ بود، دوباره برای اندروید و آی‌اواس. بازی بعدی که منتشر شد یک شب در فلامپتی ۳ در ۹ آبان ۱۴۰۰ برای رایانه‌های شخصی، موبایل و در آینده برای کنسول‌ها بود.
در ۲۶ شهریور ۱۳۹۹ طی نمایشگاه پلی‌استیشن ۵، مشخص شد که پنج شب با فردی: نقض امنیتی به پلی‌استیشن ۵ خواهد آمد که دارای ردیابی پرتوهای بلادرنگ است. عرضه اولیه آن بر روی پلی‌استیشن ۵، پلی‌استیشن ۴ و رایانه‌های شخصی خواهد بود و ۳ ماه بعد برای پلتفرم‌های دیگر عرضه خواهد شد. در دی ۱۳۹۹، اسکات پست کرد که پنج شب با فردی: نقض امنیتی تا سال ۲۰۲۱ به تعویق افتاد و اظهار داشت که بازی بزرگ‌تر از آن است که تا پایان سال تمام شود.
در دی ۱۳۹۹، در جریان زنده رسمی GeForce، دومین تیزر تریلر برای پنج شب با فردی: نقض امنیتی منتشر شد که این بازی را با جدیدترین کارت گرافیک Nvidia GeForce به نمایش گذاشت. یک ماه بعد، در رویداد وضعیت بازی پلی‌استیشن، تریلر رسمی گیم‌پلی پنج شب با فردی: نقض امیتی منتشر شد که که تایید می‌کرد این بازی، برخلاف بازی‌های قبلی فنف، یک بازی روم آزاد خواهد بود. این بازی، معروف‌ترین بازی در آن پخش زنده بود که در ۲۴ ساعت اول، میلیون‌ها بازدید بدست آورد. در ۳۳ اسفند، کاتن همچنین تصاویر متعددی را برای نقض امنیتی در جریان پخش زنده داوکو افشا کرد.
در ۲۶ خرداد ۱۴۰۰، کاتن پیامی را در وب‌سایت خود منتشر کرد که در آن از بازنشستگی خود از توسعه عمومی بازی خبر داد و از طرفداران خود به دلیل حمایت مداوم آنها تشکر کرد. او اظهار داشت که می‌خواهد بازنشسته شود تا وقت بیشتری را با فرزندانش بگذراند. او اعلام کرد که قصد دارد جانشینی را تعیین کند تا اطمینان حاصل شود که مجموعه پنج شب در فردی ادامه خواهد داشت، در حالی که خودش همچنان نقش کمتری در توسعه آن خواهد داشت. مشخص نیست که او مالکیت پنج شب با فردی را حفظ خواهد کرد، به کار روی فیلم ادامه خواهد داد یا تصمیمات خلاقانه دیگری درمورد این فرنچایز خواهد گرفت.

#### رمان‌ها
در دی ۲۰۱۵، اسکات تیزرهایی را برای اولین رمان خود با نام پنج شب با فردی: داستان ناگفته منتشر کرد که خیلی زود به پنج شب با فردی: چشمان نقره‌ای تغییر نام داد. این کتاب در ۲۶ آذر ۱۳۹۴ به عنوان یک کتاب الکترونیکی در آمازون منتشر شد. به گفته کاتن، این کتاب به دلیل اشتباه آمازون زودتر از تاریخ انتشار برنامه ریزی شده منتشر شد. در ۴ تیر ۱۳۹۵ کاتن اعلام کرد که با انتشاراتی اسکلاستیک قراردادی با سه کتاب منعقد کرده است و اولین کتاب(چشمان نقره‌ای) در مهر همان سال بر روی جلد شومیز تجدید چاپ می‌شود و دومین و سومین کتاب در سال‌های ۱۳۹۶ و ۱۳۹۷ منتشر می‌شوند.
در ۶ تیر ۱۳۹۶ دومین رمان کاتن، پنج شب با فردی: اونی که پیچ خورده منتشر شد. این رمان، دنباله‌ای بر چشمان نقره‌ای بود و داستان آن شخصیت اصلی، چارلی را دنبال می‌کند که وقتی سعی کرد از وقایع چشمان نقره‌ای عبور کند، به دنیای خلاقیت‌های ترسناک پدرش کشیده شد. در ۷ شهریور ۱۳۹۶ کاتن اولین کتاب راهنمای اصلی پنج شب با فردی را با عنوان پرونده‌های فردی منتشر کرد که شامل مشخصات شخصیت‌ها، ایسترگ‌ها، نکاتی در مورد انجام بازی‌ها و تئوری‌هایی است که از فرنچایز بیرون آمده‌اند.
در ۵ دی ۱۳۹۶، کاتن دومین کتاب راهنما را برای پنج شب با فردی با نام Survival Logbook منتشر کرد. برخلاف نسخه‌های قبلی کتاب، Survival Logbook هیچ نسخه فهرست شده‌ای در آمازون کیندل ندارد. به این معنی که صفحاتی برای نوشتن فیزیکی طراحی شده است، نه خواندن ساده از یک دستگاه. این کتاب که به عنوان یک کتاب فعالیت‌های معمولی کودکان مبدل شده است، شامل کارهای زیادی برای انجام دادن است؛ از جمله جستجوی کلمه، طراحی شبکه‌ای، و فعالیت‌های پر کردن جای خالی، با این حال، همه اینها رازهایی را در خود نگه می دارند که مربوط به افسانه است.
در ۵ تیر ۱۳۹۷، سومین رمان از مجموعه کتاب‌های پنج شب با فردی با نام پنج شب با فردی: کمد چهارم در آمازون منتشر شد.
در ۵ دی ۱۳۹۸، اولین کتاب از مجموعه ۱۲ کتاب، ترس‌های فزبر ۱#: داخل گودال در آمازون در قالب‌های کیندل و پیپربک منتشر شد.

#### فیلم برنامه‌ریزی شده
کمپانی برادران وارنر در فروردین ۱۳۹۴ خورشیدی اعلام کرد که حقوق فیلم این سری را به دست آورده است و روی لی، دیوید کاتزنبرگ و ست گراهام اسمیت قرار است تهیه کنندگی آن را برعهده داشته باشند. گراهام اسمیت گفت که آنها با اسکات  «برای ساختن یک فیلم دیوانه کننده، ترسناک و عجیب و غریب» همکاری خواهند کرد. در تیر ۱۳۹۴ خورشیدی، گیل کنان برای کارگردانی این اقتباس و نویسندگی آن با تایلر برتون اسمیت قرارداد امضا کرد.
در دی ۱۳۹۵ خورشیدی، اسکات گفت که به دلیل  «مشکلاتی در کل صنعت سینما، فیلم با چندین تاخیر و موانع مواجه شد و به نقطه اول بازگشت». او قول داد  «این بار از روز اول درگیر فیلم هستم و این برای من بسیار مهم است. من می‌خواهم این فیلم چیزی باشد که طرفداران برای دیدنش هیجان زده باشند.» اسکات در ماه اسفند همان سال تصویری از بلوم‌هاوس پروداکشنز را در توییتر منتشر کرد و به این نکته اشاره کرد که این فیلم یک شرکت سازندهٔ جدید دارد. جیسون بلام تهیه کننده دو ماه بعد این خبر را تایید کرد و گفت که از همکاری نزدیک با اسکات در اقتباس هیجان زده است. در خرداد ۱۳۹۶خورشیدی ، کنان گفت که پس از چرخش برادران وارنر، دیگر کارگردانی فیلم را برعهده ندارد. در بهمن اعلام شد که کریس کلمبوس کارگردانی و نویسندگی این فیلم را بر عهده خواهد داشت و آن را با بلام و اسکات تهیه می‌کند. در مرداد، اسکات اعلام کرد که پیش نویس اول فیلمنامه (شامل وقایع بازی اول) تکمیل شده و امکان ساخت فیلم دوم و سوم وجود دارد. در اواخر همان ماه، بلام توییت کرد که این فیلم برای اکران در سال ۲۰۲۰ میلادی برنامه ریزی شده است. با این حال، چند ماه بعد، در مهر، اسکات اعلام کرد که فیلمنامه فیلم کنار گذاشته شده است و ساخت آن بیشتر به تعویق خواهد افتاد. پس از تقریباً دو سال بدون اعلام بعدی، بلام در خرداد ۱۳۹۹ خورشیدی تأیید کرد که فیلم هنوز در حال توسعه فعال است.
در ۳۰ آبان ۱۳۹۹ خورشیدی، اسکات در پستی در ردیت در مورد بسیاری از فیلمنامه‌های منسوخ شده این فیلم، اعلام کرد که فیلمبرداری این فیلم، با اشاره به فیلمنامه آن به عنوان فیلمنامه «مایک»، در بهار ۲۰۲۱ میلادی آغاز می‌شود. با این حال، بلام در شهریور ۱۴۰۰ خورشیدی فاش کرد. که فیلم همچنان مشکلات فیلمنامه دارد و کلمبوس دیگر به عنوان کارگردان به پروژه وابسته نیست.

## حواشی
در آذر ۱۳۹۸، کاتن اعلام کرد که به طور خاص برای یک رویداد جمع آوری کمک مالی برای بیمارستان تحقیقاتی اطفال سنت جود که توسط مت‌پت میزبانی می شود، بازی ایجاد خواهد کرد، که این بازی را با داوکو و مارکیپلایر در یک استریم زنده انجام خواهد داد. این بازی که نامش فردی در فضا ۲ بود، در تاریخ ۱۲ آذر ۱۳۹۸ در گیم جالت منتشر شد و شامل مقادیر دلاری پنهان شده بود که نشان می‌داد کاتن چقدر بعد از استریم زنده دونیت خواهد کرد. او به خود می بالید که در مجموع ۵۰۰,۰۰۰ دلار برای یافتن در دسترس است، اما هشدار داد که این کار دشوار است و او شک دارد که بتوانند همه آن را پیدا کنند، زیرا تست کننده بازی او پنج ساعت طول کشیده تا بازی را کامل کند. در اصل، بازی دارای یک زمان دو ساعته برای نمایش در پخش زنده بود. با این حال، مارکیپلایر پس از پایان استریم به بازی ادامه داد و موفق شد ۱۰۰,۰۰۰ دلار پنهان نهایی را پیدا کند که رقم کل کمک مالی را به ۴۵۱,۲۰۰ دلار رساند. کاتون در ادامه ۵۰۰,۰۰۰ دلار را به سنت جودز اهدا کرد.
در ۲۰ خرداد ۱۴۰۰، زمانی که کمک‌های مالی سیاسی او در دسترس عموم در سایت به اشتراک گذاشته شد، کاتن در توییتر ترند شد. با ممانعت از اهدای کمک مالی به نماینده دموکرات، تولسی گبرد، تمام کمک های مالی به نامزدها و سازمان‌های جمهوری‌خواه از جمله دونالد ترامپ بود. کاتن متعاقبا در بیانیه‌ای که در ردیت منتشر شد تأیید کرد که یک جمهوری‌خواه است و کمک‌های مالی قابل توجهی در حمایت از نامزدهای سیاسی محافظه‌کار انجام داده است، در حالی که خود را طرفدار زندگی توصیف می‌کند. او همچنین مدعی شد که پس از افشای این کمک‌ها، او را مورد آزار و اذیت قرار داده و تهدید به خشونت و تهاجم به خانه شده است. در حالی که واکنش به پست ردیت کاتن مثبت بود، واکنش‌ها در سایت‌های رسانه‌های اجتماعی مانند توییتر متفاوت بود، جایی که برخی از اعضای جامعه ال‌جی‌بی‌تی‌کیو واکنش منفی نشان دادند. چند روز پس از کشف این کمک‌ها، کاتن اعلام کرد که از بازی‌سازی حرفه‌ای بازنشسته می‌شود و قصد دارد پس از بازنشستگی فردی را برای نظارت بر پنج شب در مجموعه فردی انتخاب کند.

## جستار های وابسته
پنج شب با فردی